# Barons
Barons is een plaats (village) in de Canadese provincie Alberta en telt 276 inwoners (2006).